# Ampedus sanguinolentus
Ampedus sanguinolentus је инсект из реда тврдокрилаца који припада фамилији скочибуба (Elateridae). 

## Распрострањење
Врста је распрострањена широм Европе осим у најсевернијим деловима. У Србији је бележена претежно у Војводини, западном, централном и источном делу земље.

## Станиште
Јавља се од низијских до субпланинских надморских висина. Типична станишта су влажне равничарске и нископланинске листопадне шуме, шумовите речне долине као и станишта где је земљиште кисело. Биљке домаћини су листопадна дрвећа попут храста (Quercus spp.), јове (Alnus spp.), липе (Tilia spp.) и брезе (Betula spp.). Одрасле јединке се на почетку вегетацијске сезоне могу наћи испод коре дрвета. Постају активне током првих топлих дана и лете на бело цвеће као што је цвет глога (Crataegus spp.). Генерално се могу наћи око влажног распадајућег дрвећа, пањева и оборених стабала. 

## Опис врсте
Ampedus sanguinolentus може достићи дужину тела од 10 до 12 mm. Глава, пронотум и скутелум су црни са фином браон пубесценцијом. Елитрони су црвене боје са променљивом црном шаром и длачицама које могу варирати од црне до жуте боје. Шара је у виду уже или шире линије која почиње у предњој трећини, а завршава се много пре врхова елитрона. Код неких јединки ове врсте може у потпуности да изостане шара. Антене и ноге су тамно до црно обојене.

## Животни циклус
Одрасле јединке се могу срести од априла до краја јула. Парење се дешава у мају и јуну након ког женка полаже јаја у влажну кору или мекани део стабла. Из јаја се развијају предаторске ларве, али, као и многе друге скочибубе, вероватно такође конзумирају неки вид распадајућег биљног материјала. Ларвални стадијум  траје 3 до 4 године. Након овог периода, у касно лето, ларва метаморфозира у лутку која остаје испод коре дрвета. Одрасла јединка се потпуно развија до јесени, али остаје улуткана до следећег пролећа када постаје активна.

## Заштита
Међународна унија за заштиту природе је објавила Европску црвену листу сапроксилних инсеката на којој се налази и врста Ampedus sanguinolentus која припада категорији најмање угрожени таксони (LC- Least concern).